# Semaeopus rufimedia
Semaeopus rufimedia là một loài bướm đêm trong họ Geometridae.